# Éneklő forradalom
Éneklő forradalom (észt nyelven laulev revolutsioon, lett nyelven dziesmotā revolūcija, litván nyelven dainuojanti revoliucija) a neve annak az eseménysorozatnak, amely a hidegháború végén a balti országok, Észtország, Lettország és Litvánia függetlenségéhez vezetett. A kifejezést Heinz Valk észt aktivista és művész alkotta meg egy cikkében, amely egy héttel az 1988. június 10–11-i tallinni énekes tömegtüntetés után jelent meg.
Az éneklő forradalomnak jelentős állomása volt mindhárom országban az 1989. augusztus 23-án felállt balti lánc, egy élőlánc, amelyet két millió ember alkotott Tallinntól Rigán át Vilniusig.

## Észtország

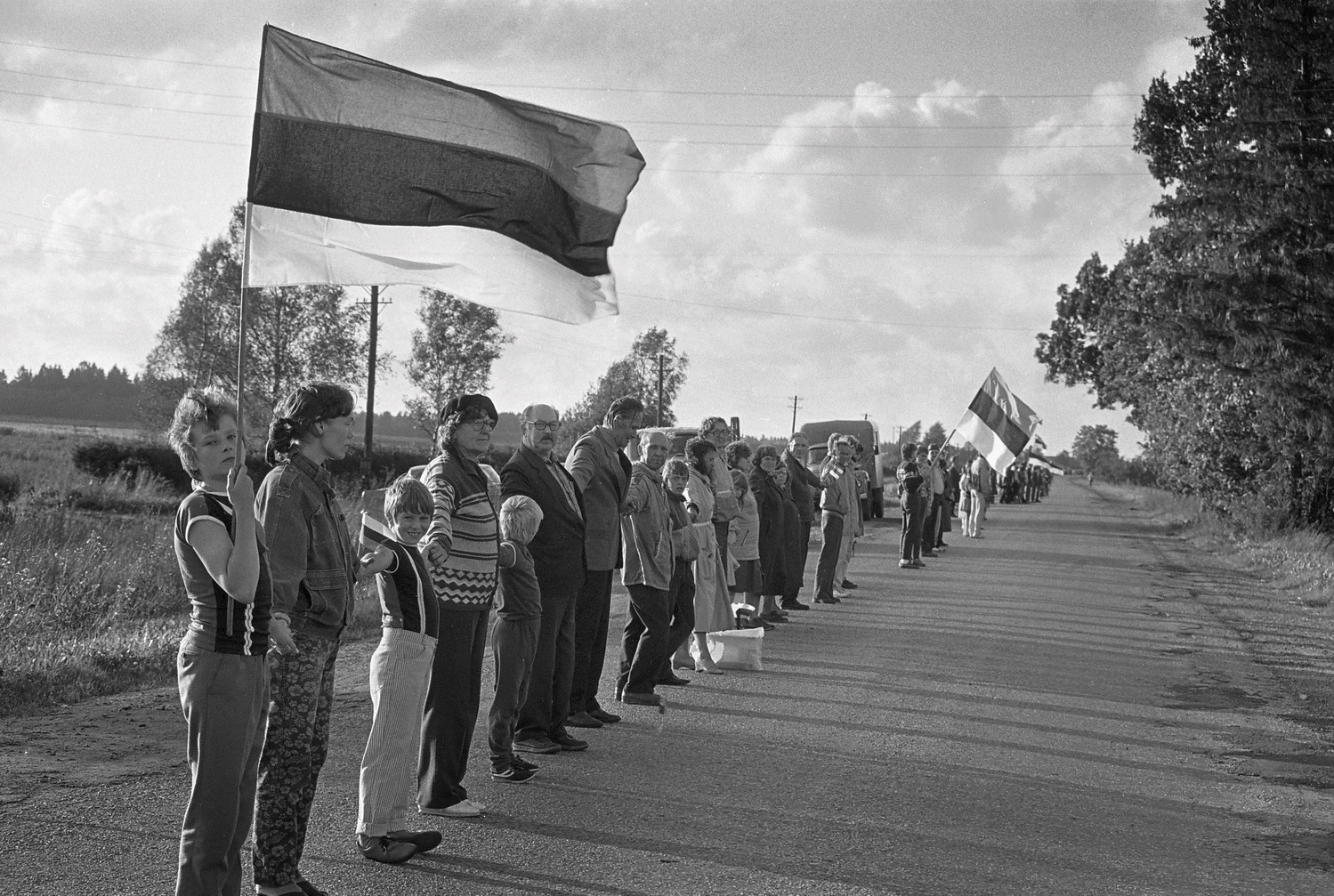
A balti lánc egyik szakasza Észtországban

A szovjet kormány 1987. februárban tette közzé, hogy foszforitot terveznek bányászni Lääne-Viru megyében, ami potenciális környezeti és társadalmi katasztrófához vezethetett. Ez elindította a foszforitháború néven ismert kampányt, amelyhez Alo Mattiisen zeneszerző és Jüri Leesment költő írtak egy dalt. A dalt, amely az összes észt összetartozását hangsúlyozta, számos népszerű popsztár énekelte, így hamar elterjedt. 1987. augusztus 23-án, a Molotov–Ribbentrop-paktum évfordulóján a MRP-AEG csoport gyűlést tartott Tallin óvárosában azt követelve, hogy hozzák nyilvánosságra és ítéljék el a paktum titkos záradékát.
1988-tól szokássá vált tömegrendezvényeken a hazafias dalok éneklése; többek között a régi észt himnuszt énekelték. 1988. májusban a Tartui popfesztiválon tartották Mattiisen és Leesment Öt hazafias dal című sorozatának bemutatóját; ez a dalciklus szintén nagyon népszerűvé vált. Júniusban a tallinni Óvárosi Fesztivál hivatalos részének a befejezése után a résztvevők átvonultak a Dalfesztivál helyszínére, és spontánul hazafias dalokat kezdtek énekelni. Mattiisen és Leesment Öt hazafias dalát ismét elénekelték a tallini Nyári Rockfesztiválon, amelyet 1988. augusztus 26–28 között tartottak. Szeptember 11-én tartották az Észtország Dala fesztivált; itt Trivimi Velliste, az Észt Örökség Társaság elnöke elsőként fogalmazta meg a függetlenség visszanyerésének közös gondolatát. Az Észt SZSZK Legfelső Tanácsa november 16-án adta közzé Észtország szuverenitási nyilatkozatát. A balti lánc résztvevői szintén hazafias dalokat énekeltek.
Az éneklő forradalom több mint négy évig tartott különböző tiltakozásokkal. Az ország függetlenséget 1991. augusztus 20-án késő este kiáltották ki.

## Lettország

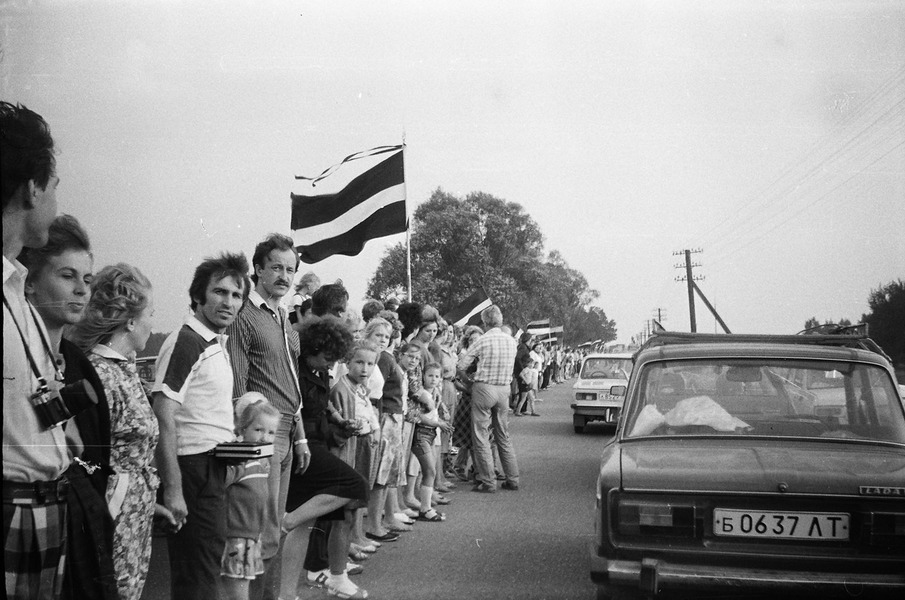
A balti lánc egyik szakasza Lettországban

1987. június 14-én, az 1941-es deportálás évfordulóján az egy évvel korábban alapított Helsinki-86 csoport szervezésében virágokat helyeztek el a rigai Szabadság emlékműnél, Lettország függetlenségének szimbólumánál. Általában ezt az eseményt tartják a nemzeti ébredés kezdetének. Néha azonban az 1985-ös Lett Dal- és Táncfesztivált nevezik meg kezdetként, ahol Haralds Mednis vezényletében elénekelték a Gaismas pils (A fény kastélya) című dalt. A dalt, amely a szabad lett nép újjászületéséről szól, a szovjet korszakban több fesztiválon betiltották, de a kórus kikövetelte, hogy Mednis jöjjön a színpadra, és vezényelje el.
1988-ban megalakult a Lett Népfront és a Lett Nemzeti Függetlenség Mozgalom, melyeknek közös célja a demokrácia és függetlenség helyreállítása volt. 1988. október 7-én tömegdemonstrációra került sor, ahol mintegy 120 000 fő és 200 kórus vett részt, akik Lettország függetlenségéért szólaltak fel.
A lett rádió Mikrofona aptauja című versenye, amely 1968-ban indult, és fontos helyet foglalt el a lett popzenében, szintén a függetlenségi mozgalom egyik helyszíne lett; az 1988-ban győztes Pie laika dal például a haza szabadságát követelte.
A Reuters szerint a balti lánc lettországi szakaszát mintegy félmillió ember alkotta.
1990. május 4-én a Lett SZSZK újonnan választott Legfelső Tanácsa elfogadott egy indítványt a Lett Köztársaság függetlenségének helyreállításáról. 1991. januárban fegyveres kísérlet történt a szovjet uralom visszaállítására, ezt azonban a lett tüntetők megakadályozták. (Az esemény "Barikádok" néven vált ismertté.) 1991. augusztus 21-én Lettország kikiáltotta függetlenségét.

## Litvánia

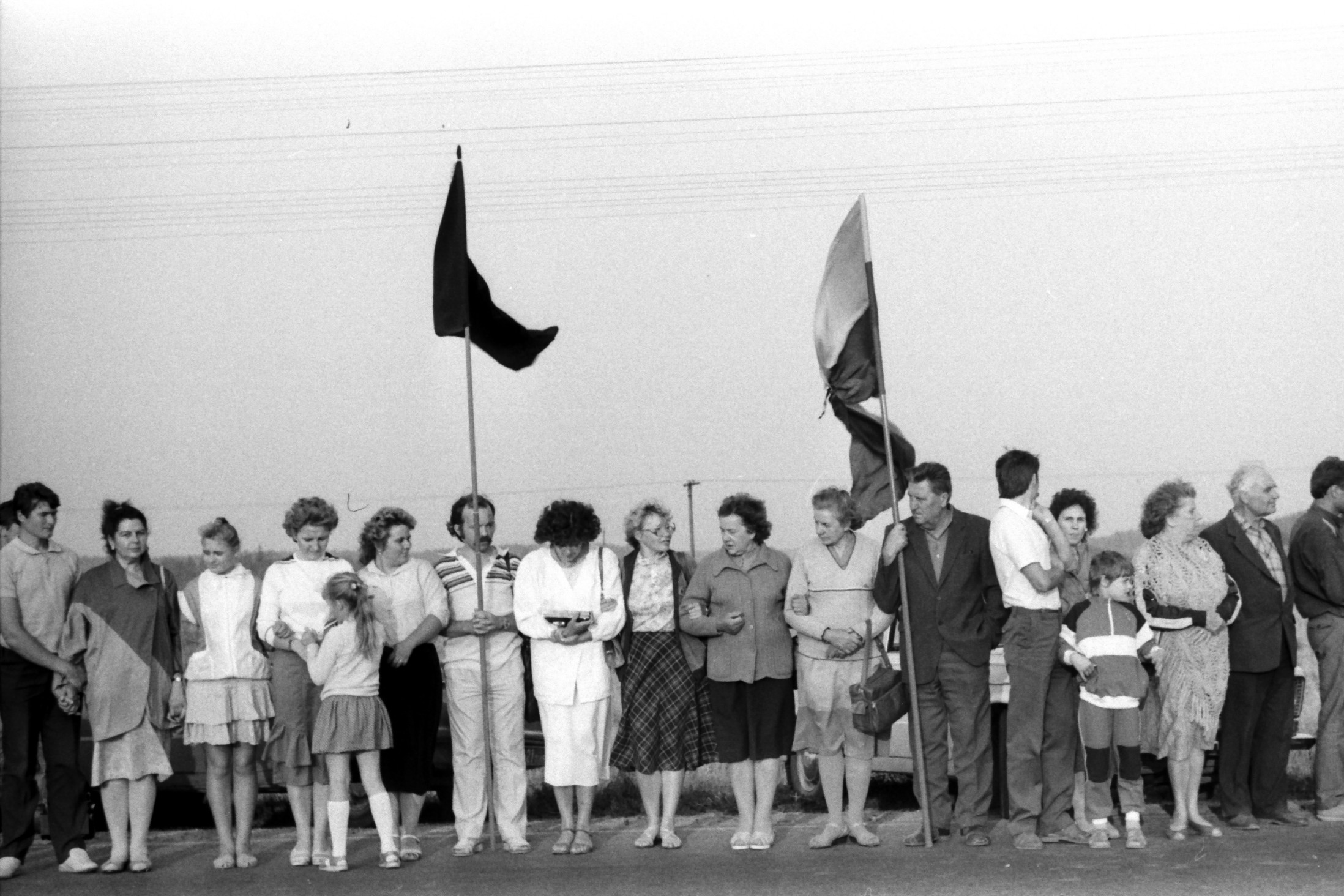
A balti lánc egyik szakasza Litvániában

Litvániában az éneklő forradalom kezdetét az 1987-es Roko maršas (Rockmenet) jelezte. A Rockmenet Litvánia nagyobb városaiban turnézó show volt; melynek jellegzetességét nem csak a nemzeti dalok előadása adta, hanem az is, hogy protestálásként átvették a nyugati műfajokat (heavy metal, punk, straight rock stb). A turnék egyik különleges szereplője az Antis együttes volt, melynek a szovjet elnyomásról szóló parodisztikus, szatirikus dalai bővelkedtek metaforákban, célzásokban, kétértelműségekben. A turnékon lett és észt együttesek is felléptek.
Utóbb az éneklő forradalom a Sąjūdis köré csoportosult, amelyet 1988-ban 35 értelmiségi és művész alapított a peresztrojka és a glasznoszty támogatására, hamarosan azonban a nemzeti függetlenség követeléseinek a szószólójává vált. A mozgalom első elnöke Vytautas Landsbergis zongorista és muzikológus lett. Másik fontos erő a radikálisabb Litván Szabadság Liga volt; ők szervezték az 1988. szeptember 28-i (erőszakosan feloszlatott) tüntetést. A tüntetés után a lemondott a Litván Kommunista Párt első titkára, Ringaudas Songaila és a párt vezetésében számos változás történt.
A kommunista pártban bekövetkezett vezetőváltás után 1988. október 21-én a szépművészeti múzeumként működő vilniusi székesegyházat visszaadták a katolikus közösségnek; ezt követte a nemzeti szimbólumok fokozatos helyreállítása. A litván himnuszt és a hagyományos litván zászlót 1988. november 18-án tették hivatalossá.
1989 végén a Litván Kommunista Párt lemondott hatalmi monopóliumáról, és beleegyezett, hogy 1990-ben szabad választást tartsanak, amelyet aztán el is vesztett. Litvánia 1990. március 11-én nyilvánította ki függetlenségét a Szovjetuniótól, elsőként a balti államok közül.

## Nevezetes tiltakozó dalok
- Ébred a Baltikum(wd) (litván nyelven Bunda jau Baltija, lett nyelven Atmostas Baltija, észt nyelven Ärgake, Baltimaad) (LIT/LAT/EST)[31]
- Brīvību Baltijai(wd)[19] (LAT)
- Dzimtā valoda(wd)[19] (LAT)
- Lāčplēsis(wd)[19] (LAT)
- Manai Tautai(wd)[32] (LAT)
- Gaismas pils(wd)[33] (LAT)
- Pūt, Vējiņi!(wd)[33](LAT)
- Saule, Pērkons, Daugava(wd)[33] (LAT)
- Ei ole üksi ükski maa(wd)[34] (EST)
- Eestlane olen ja eestlaseks jään(wd)[35] (EST)
- Isamaa ilu hoieldes(wd)[36] (EST)
- Sind surmani(wd)[37] (EST)
- Mingem üles mägedele(wd)[37] (EST)
- Palaimink Dieve mus[38] (LIT)
- Pabudome ir kelkimės[35] (LIT)
- Kokia nuostabi, Lietuva esi[39] (LIT)

## Fordítás
Ez a szócikk részben vagy egészben  a   Singing Revolution című angol Wikipédia-szócikk ezen változatának fordításán alapul.  Az eredeti cikk szerkesztőit annak laptörténete sorolja fel. Ez a jelzés csupán a megfogalmazás eredetét és a szerzői jogokat jelzi, nem szolgál a cikkben szereplő információk forrásmegjelöléseként.